# Tobias Lowitz
Tobias Lowitz (Towij J. Łowic, ros. Товий Егорович Ловиц, 1757–1804) – rosyjski chemik i farmaceuta. W 1785 roku odkrył adsorpcję z roztworów na węglu drzewnym i zaczął ją wykorzystywać do oczyszczania substancji. Odkrył zjawisko przechłodzenia i przesycenia roztworów. W 1788 roku po raz pierwszy uzyskał poprzez ekstrakcję chloroformem z białej kory brzozy betulinę. Był profesorem Akademii Medyko-Chirurgicznej w Petersburgu. 